# Maison romane (Tournai)

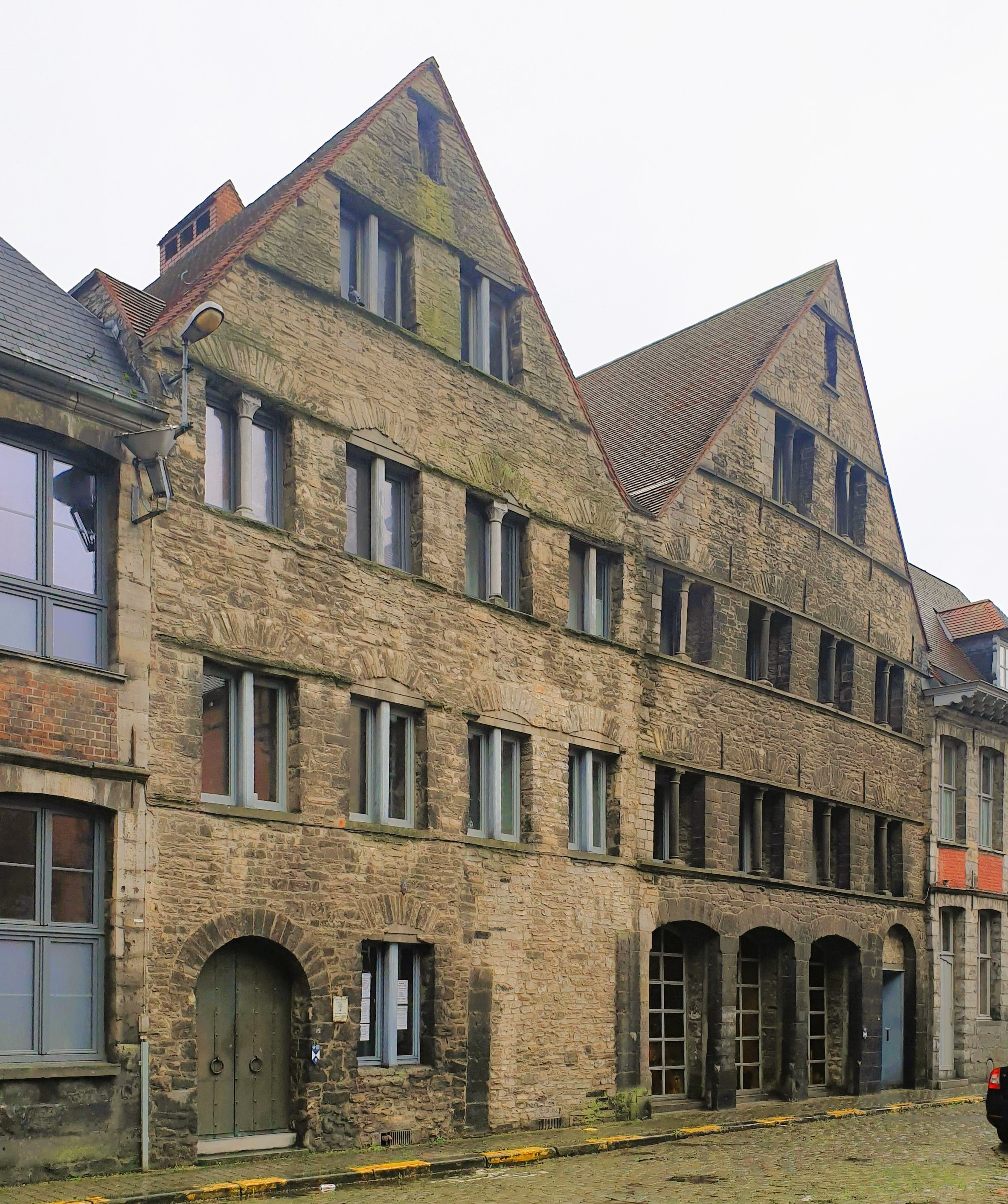
Maison romane in der Rue Barre Saint-Brice 12–14 mit der Église Protestante

Das Maison romane (deutsch Romanisches Haus) ist ein denkmalgeschütztes Ensemble zweier Häuser in Tournai, einer Stadt in der belgischen Provinz Hennegau in der Region Wallonien. Das Bauwerk ist seit 1942 ein in der Kategorie Monument geschütztes Kulturdenkmal Walloniens. Die Untergeschosse des Bauwerks dienen als Kirchengebäude (Église Protestante) und Gemeinderäume der Vereinigten Protestantischen Kirche von Belgien.

## Geschichte
Die beiden repräsentativen Häuser im romanischen Stil an der Straße Rue Barre Saint-Brice 12-14 wurden an der Wende vom 12. zum 13. Jahrhundert zwischen 1175 und 1200 unmittelbar gegenüber der romanischen Basilika Saint-Brice als Privatbauten des Bürgertums errichtet. Die Bruchsteinfassade zur Straße hin besteht aus drei Ebenen und einem Giebel. Sie ist horizontal durch durchgehende Bänder gegliedert. Die Erdgeschosse wurde in späterer Zeit neu gestaltet und das Haus Nr. 12 verfügt über eine Tür und einen Pfostenerker, der mit zeitgenössischen Materialien restauriert wurde. Die drei Stockwerke werden mit Doppelfenstern mit Mittelsäulen mit Kapitellen mit stilisierten Blättern beleuchtet.
Das Erdgeschoss des Hauses Nr. 14 ist mit vier großen Arkaden gestaltet, die das Ergebnis von Restaurierungsarbeiten aus den Jahren 1880 und 1970 bis 1972 sind. Die Gebäude sind mit einem späteren Satteldach aus Flachziegeln gedeckt, das vermutlich ursprünglich wie die Dächer der romanischen Kirchen von Tournai mit Blei gedeckt gewesen sein muss. Die Gebäude erlitten im Zweiten Weltkrieg Schäden und beherbergen seit dem Abschluss der Restaurierungsarbeiten die Räume und den Kirchraum der Gemeinde der Vereinigten Protestantische Kirche von Belgien.